# Vertretung des Landes Sachsen-Anhalt bei der Europäischen Union
Die Vertretung des Landes Sachsen-Anhalt bei der Europäischen Union in Brüssel (früherer Name Verbindungsbüro des Landes Sachsen-Anhalt) ist die Landesvertretung Sachsen-Anhalts bei der Europäischen Union mit Sitz in Brüssel. Sie unterstützt das Land in der Umsetzung seiner Europapolitik.

## Organisation
Die Vertretung des Landes Sachsen-Anhalt bei der EU in Brüssel ist ein Referat der Staatskanzlei und Ministerium für Kultur des Landes Sachsen-Anhalt.

## Aufgaben und Ziele
Die Vertretung des Landes Sachsen-Anhalt bei der Europäischen Union nimmt die Interessen des Landes auf europäischer Ebene wahr:
- Sie informiert frühzeitig die Landesregierung über europapolitische Entwicklungen und nimmt landesspezifische Interessen bei den EU-Institutionen wahr.
- Sie berät Wirtschaft, Verbände, Forschungseinrichtungen bei der Nutzung von EU-Förderprogrammen und vermittelt Kontakte.
- Sie ist Forum für Fachtagungen, Podiumsdiskussionen und Gesprächsrunden zu europäischen Themen.